# Hashomer
O Hashomer (em hebraico:  השומר, Ha'Shomer - "O Guardião") foi uma organização de defesa judaica na Palestina fundada em abril de 1909. Foi um desenvolvimento do grupo Bar-Giora e foi dissolvido após a fundação do Haganá em 1920. O Hashomer era responsável por guardar os assentamentos judeus no Yishuv, livrando as comunidades judaicas da dependência de consulados estrangeiros e vigias árabes para sua segurança. Era chefiado por um comitê de três - Israel Shochat, Israel Giladi e Mendel Portugali.

## História
O Hashomer foi originado por sionistas socialistas, principalmente membros do Poale Zion, incluindo Israel Shochat, Manya Shochat, Yehezkel Henkin, Yitzhak Ben-Zvi e a esposa de Ben-Zvi, Rachel Yanait, vários dos quais haviam formado anteriormente uma pequena sociedade de guarda secreta chamada Bar-Giora, que guardava a comuna Sejera (agora Ilaniya) e Mes'ha (agora Kfar Tavor ). O Bar-Giora foi fundado em 29 de setembro de 1907 por Israel Shochat, Alexander Zaïd e Yehezkel Henkin no apartamento de Yitzhak Ben-Zvi que ficava em Jaffa. Menos de dois anos depois, em 12 de abril de 1909, a liderança do Bar-Giora decidiu em uma reunião em Mes'ha desfazer sua organização e criar uma maior, o Hashomer . Enquanto os colonos anteriores se comprometeram a defender suas terras e comunidades, o Hashomer foi a primeira tentativa de fornecer uma defesa organizada para todas as comunidades judaicas na Palestina. Em 1910, Yehezkel Henkin foi o primeiro do povo Shomer a cavalgar, então ele se tornou um guarda montado. Ele ensinou outros “Guardiões” a cavalgar. Isso levou o comitê a comprar para ele um cavalo que ele chamou de "Tzipora".
Um sério obstáculo era a falta de recursos para comprar armas. Seguindo o conselho de Yehoshua Hankin, eles pediram a Eliahu Krause, o gerente de Sejera, que lhes emprestasse o dinheiro. As primeiras armas foram compradas, vários dos membros recusando-se a se separar delas nem que por um minuto.
Eles adotaram as vestimentas locais e muitos dos costumes dos beduínos, drusos e circassianos. Eles também se inspiraram na história dos cossacos . Os primeiros shomrim (guardas) trabalhavam a pé, mas logo adquiriram cavalos, o que aumentou enormemente sua eficácia. Mendel Portugali estabeleceu as regras de engajamento.
Você não busca um enfrentamento com o ladrão; você o afasta e só quando não tem escolha é que atira. Afinal, ele quer roubar um saco de grãos, não matar você, então não o mate, afaste-o. Não durma à noite. Se você ouvir passos, atire na distância. Se você sentir que ele está a poucos passos de distância e você pode atirar sem que ele caia sobre você, atire à distância. Somente caso sua vida estiver em perigo - atire.
As armas usadas eram as mesmas dos locais, que incluíam o "jift", uma espingarda de cano simples ou duplo, os mosquetes de tiro único "yunani" e "osmanli", vários fuzis e pistolas Mauser. Os fuzis modernos, conhecidos como "Abu-Hamsa" (pai de cinco filhos), eram os mais prestigiosos e estavam sujeitos a roubos pelos habitantes locais. O "shibriyeh" (punhal árabe) e "nabut" (clava ou maça) eram carregados por todos. A munição era cara e difícil de conseguir, então centros de produção primitivos foram criados.
O Hashomer foi bem-sucedido em fornecer defesa para assentamentos em todo o país; embora às vezes despertasse a ira de vigilantes árabes, que perderam seus empregos, e de ladrões, e antagonizasse a população árabe por meio de ataques retaliatórios. Alguns dos colonos mais velhos também temiam que o Hashomer pudesse perturbar o status quo da população local. Durante a Primeira Guerra Mundial, muitos de seus membros foram exilados para a Anatólia pelo governo otomano porque eram nacionais inimigos (russos). Vários foram enforcados. Quando os turcos pegaram Yosef Lishanski do grupo Nili, ele contou tudo o que sabia, implicando doze membros do Hashomer. Mesmo assim, o grupo sobreviveu.
Em 1920, foi decidido organizar o Haganá, um grupo de base muito mais ampla, para lidar com os novos desafios de defesa e as necessidades da crescente comunidade judaica na Palestina. Muitos membros do Hashomer se juntaram à Legião Judaica, enquanto outros se juntaram à polícia montada e desempenharam um papel importante na defesa de Tel Hai e Jerusalém durante os distúrbios árabes em 1920 e 1921. Em junho de 1920, o Hashomer deixou de existir como um órgão separado. Seus membros, no entanto, mantiveram contato e deram uma importante contribuição para a defesa do Yishuv. A própria Haganá tornou-se o núcleo das Forças de Defesa de Israel (IDF).
Além do seu papel como vigilantes dos assentamentos judeus no país, os membros do Hashomer estabeleceram vários assentamentos próprios, incluindo Tel Adash, Tel Hai e Kfar Giladi .
Professor Gur Alroey [ he], Reitor de Humanidades da Universidade de Haifa, descreveu o Hashomer como "...gente analfabeta, chauvinista. Eles falavam iídiche e não hebraico. Mesmo um iídiche fraco, eles xingam muito. Eles eram pessoas que eu não gostaria de encontrar em Sderot à meia-noite."

## Galeria

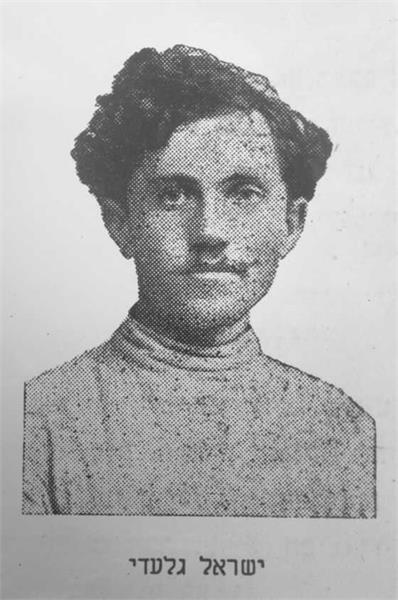
Israel Giladi.
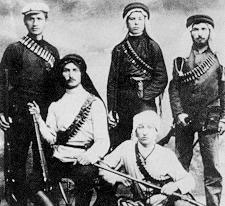
Membros do Hashomer.
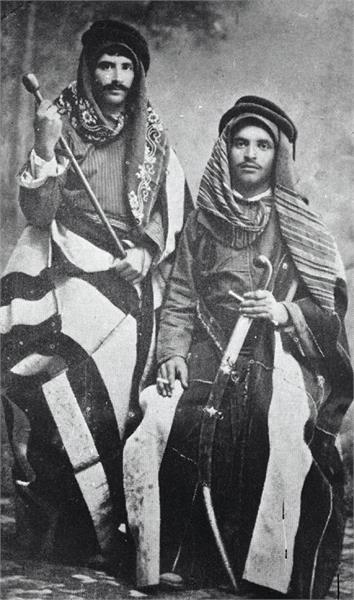
Membros do Hashomer de Merhavia, 1915.
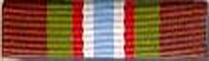
A passadeira do Hashomer das IDF.
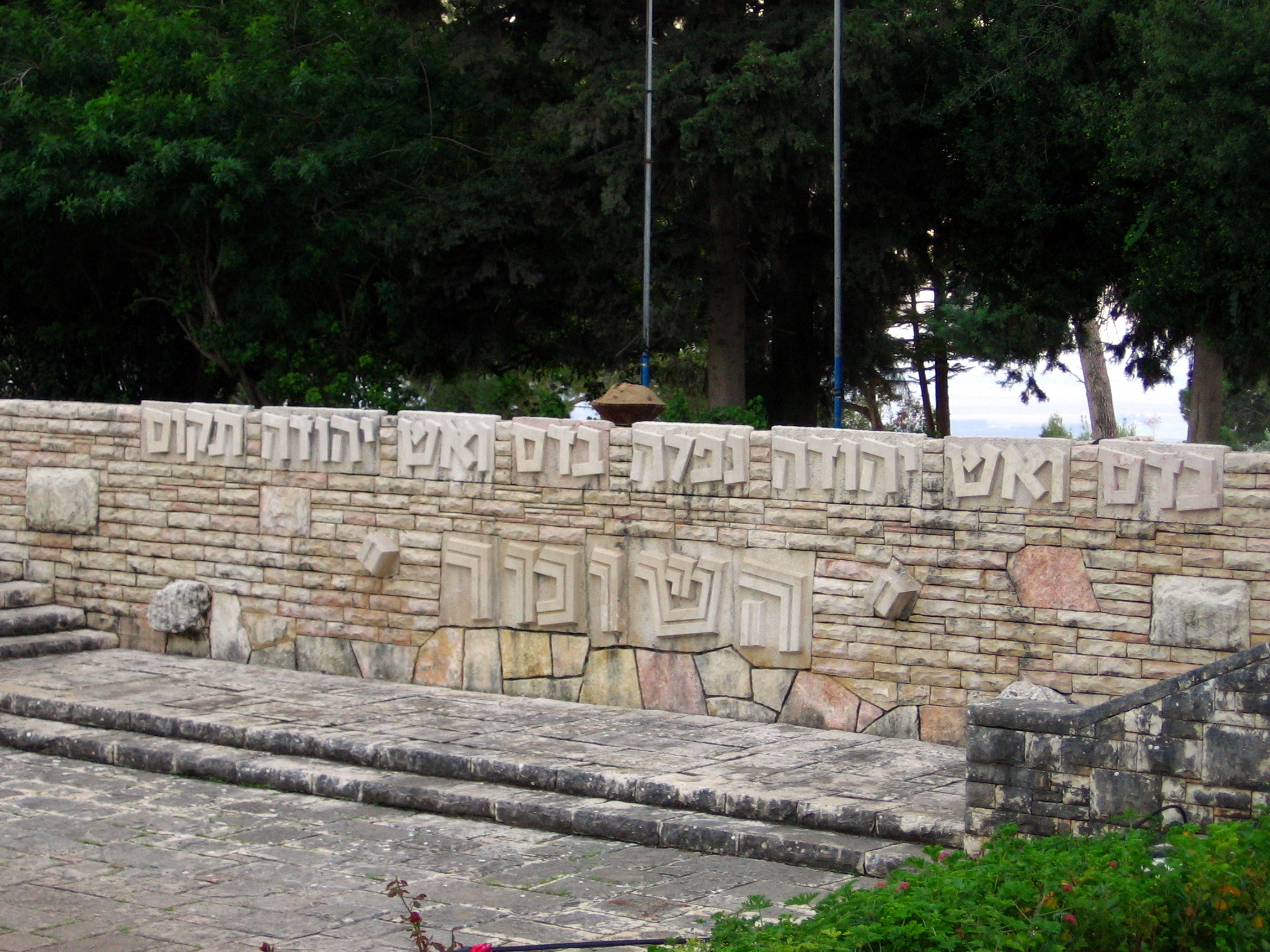
Memorial do Hashomer em Tel Hai, com a inscrição "Em fogo e sangue caiu a Judéia; em sangue e fogo a Judéia se levantará".
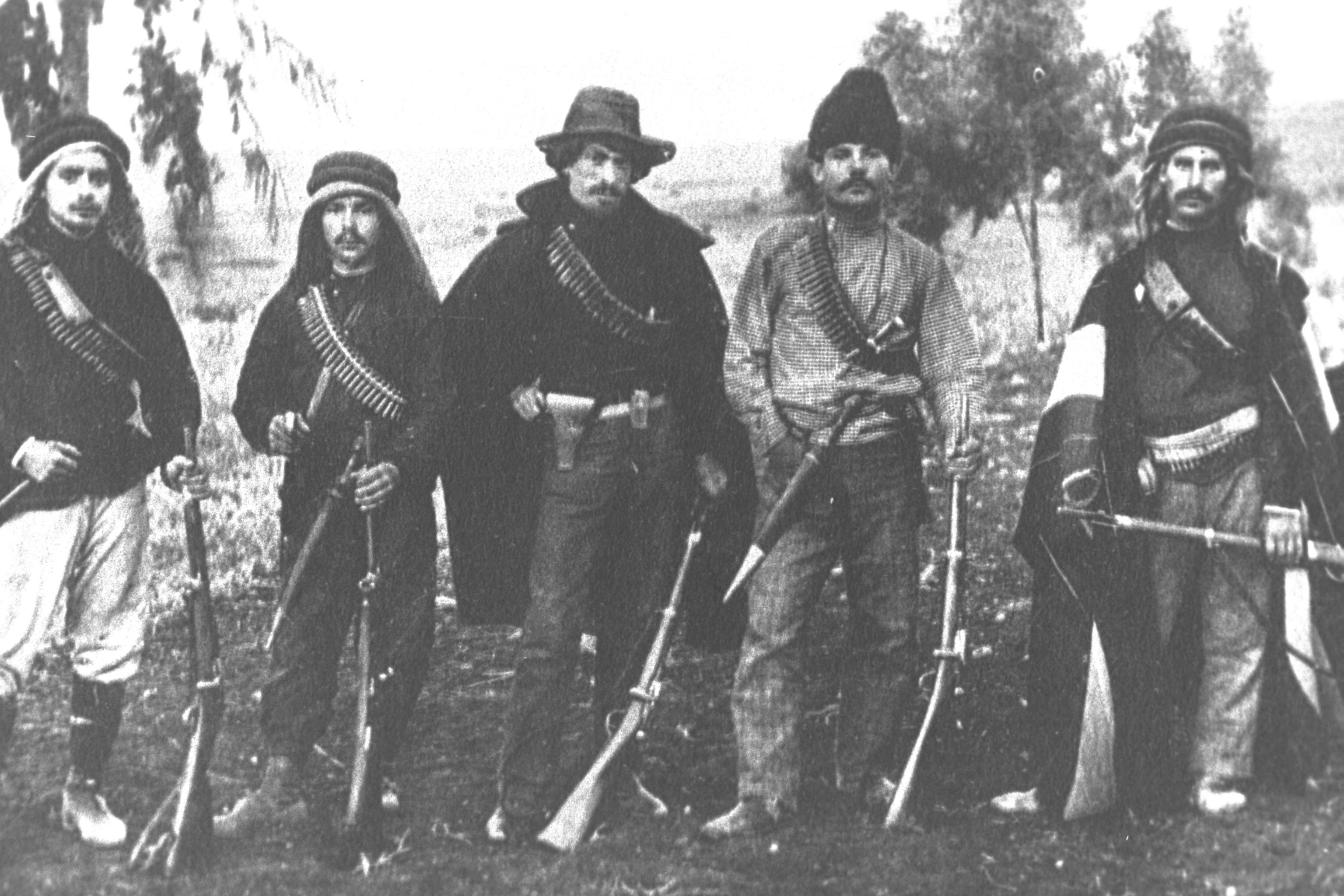
Membros do Hashomer em 1907. Israel Shochat está no centro da foto.
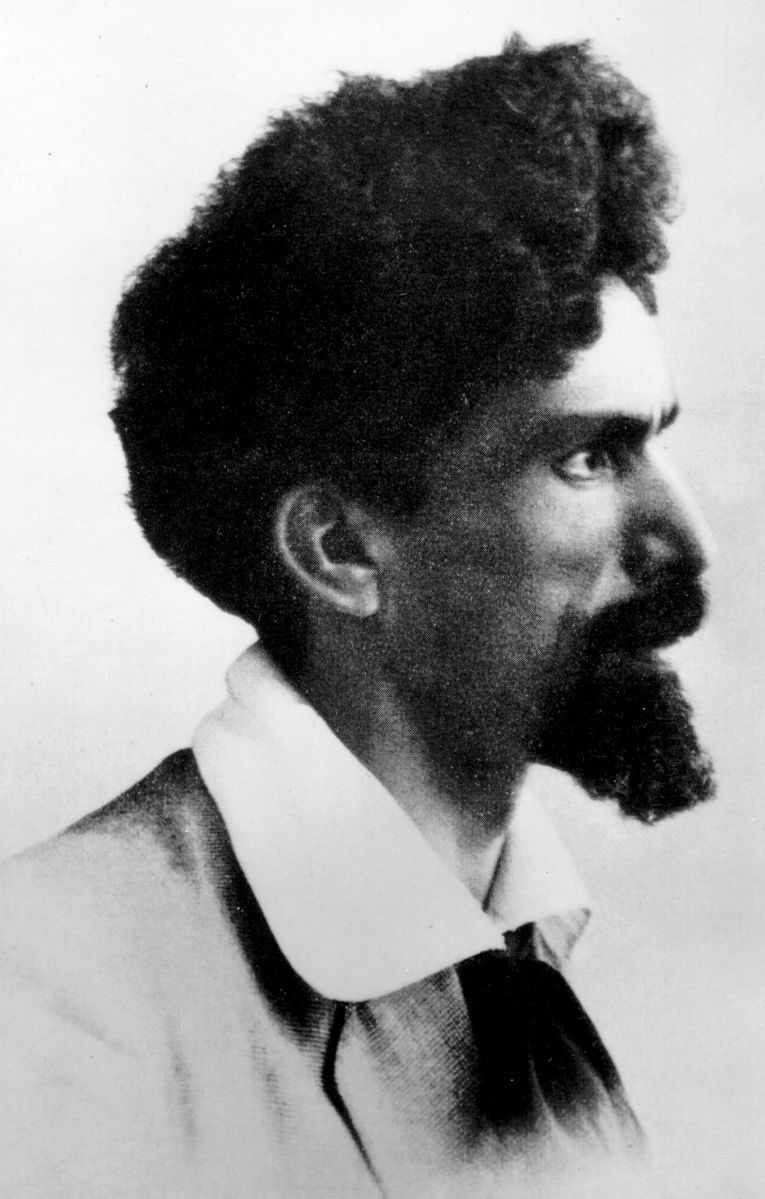
Israel Shochat.
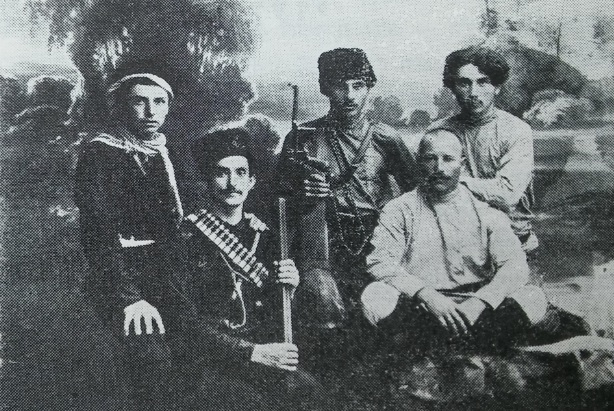
Um grupo de membros do Hashomer. Da direita para a esquerda: Meir Spector, Yehezkel Hankin, Shaul Karbel, Zeev Levinson e Eisenstein.

## Membros notáveis
- Israel Shochat
- Manya Shochat
- Yitzhak Ben-Zvi
- Alexander Zaïd
- Mendel Portugali
- Israel Giladi
- Eliyahu Golomb